# 3275 Oberndorfer
3275 Oberndorfer eller 1982 HE1 är en asteroid i huvudbältet som upptäcktes den 25 april 1982 av den amerikanske astronomen Edward L.G. Bowell vid Anderson Mesa Station. Den är uppkallad efter den tyske astronomen Hans Oberndorfer.
Asteroiden har en diameter på ungefär 10 kilometer.